# استتار دازل

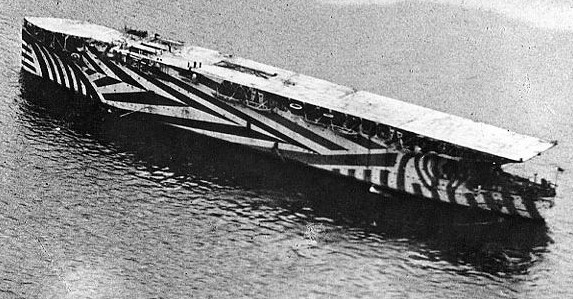
اچ‌ام‌اس آرگوس (آی۴۹) در طراحی و رنگ‌آمیزی به شیوهٔ استتار دازل

استتار دازل (به انگلیسی: Dazzle camouflage) که تحت عناوین دیگری همچون طراحی فریب‌انگیز یا خیرگی موقت هم شناخته می‌شود، اشاره به نوعی از پوشش استتار برای کشتی‌ها و سایر ادوات جنگی است که به‌طور گسترده در جنگ جهانی اول و سپس، جنگ جهانی دوم مورد استفاده قرار گرفت. این نوع استتار، منتسب به هنرمند نیروی دریایی بریتانیایی، نورمن ویلکینسون است. برخلاف دیگر اشکال مختلف استتار، استتار دازل نه برای دیدگریزی، بلکه برای دشوار کردن تخمین فاصله، سرعت و همچنین جهتِ هدف است. نورمن ویلکینسون در سال ۱۹۱۹ اظهار داشته بود که قصد وی در درجه اول، گمراه کردن دشمن در مورد خط سیر کشتی بوده‌است تا باعث شود، هدف‌گیری دقیقی نداشته باشند. این نوع استتار، توجه هنرمندانی مثل پیکاسو را به خود جلب کرده بود که مدعی بودند، کوبیست‌هایی مثل او، زمینهٔ اختراع آن را فراهم کرده‌اند.
نورمن ویلکینسون — هنرمند نیروی دریایی و افسر ذخیرهٔ داوطلب نیروی دریایی سلطنتی — به مقولهٔ سردرگمی، به جای پنهان کردن، در این نوع از استتار موافق بود. هر چند، در مورد نوع سردرگمی که می‌بایست در ذهن دشمن کاشته شود، اختلاف‌نظر داشت. کاری که وی می‌خواست انجام دهد این بود که تخمین نوع، اندازه، سرعت و مسیر حرکت کشتی را برای دشمن دشوار نماید و در نتیجه، فرماندهان کشتی دشمن را در موقعیت‌های شلیک اشتباه یا ضعیف و گیج‌کننده قرار دهد. استتار دازل پس از معرفی، توسط نیروی دریایی بریتانیا و سپس، نیروی دریایی ایالات متحده پذیرفته شد. الگوی خیره‌کنندهٔ هر کشتی برای جلوگیری از تشخیص سریع کلاس (نوع) کشتی‌ها از جانب دشمن، منحصربفرد بود. آزمایش‌ها در هر دو جنگ جهانی، با موفقیت اندکی بر روی هواپیما انجام شد.

## نگارخانه

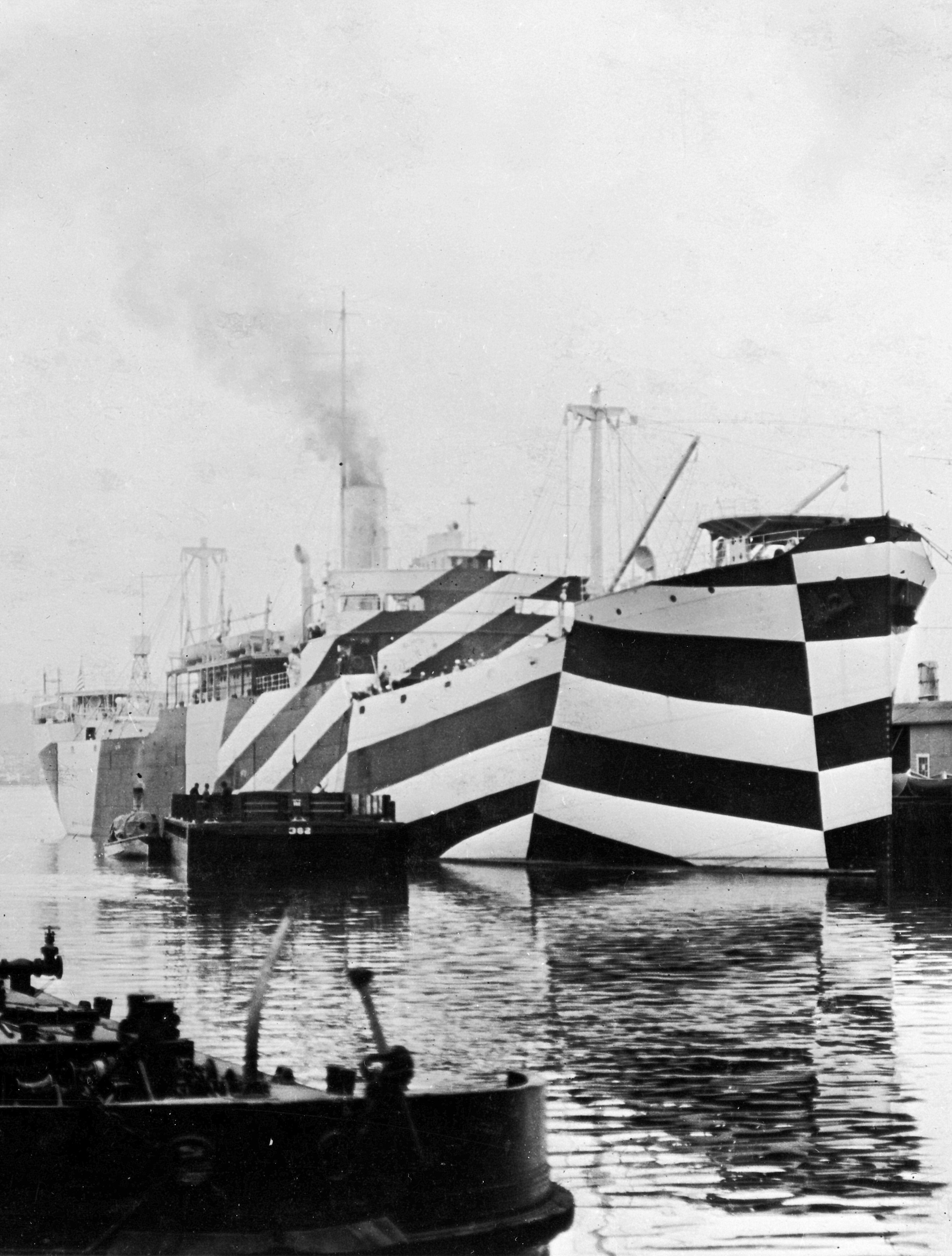
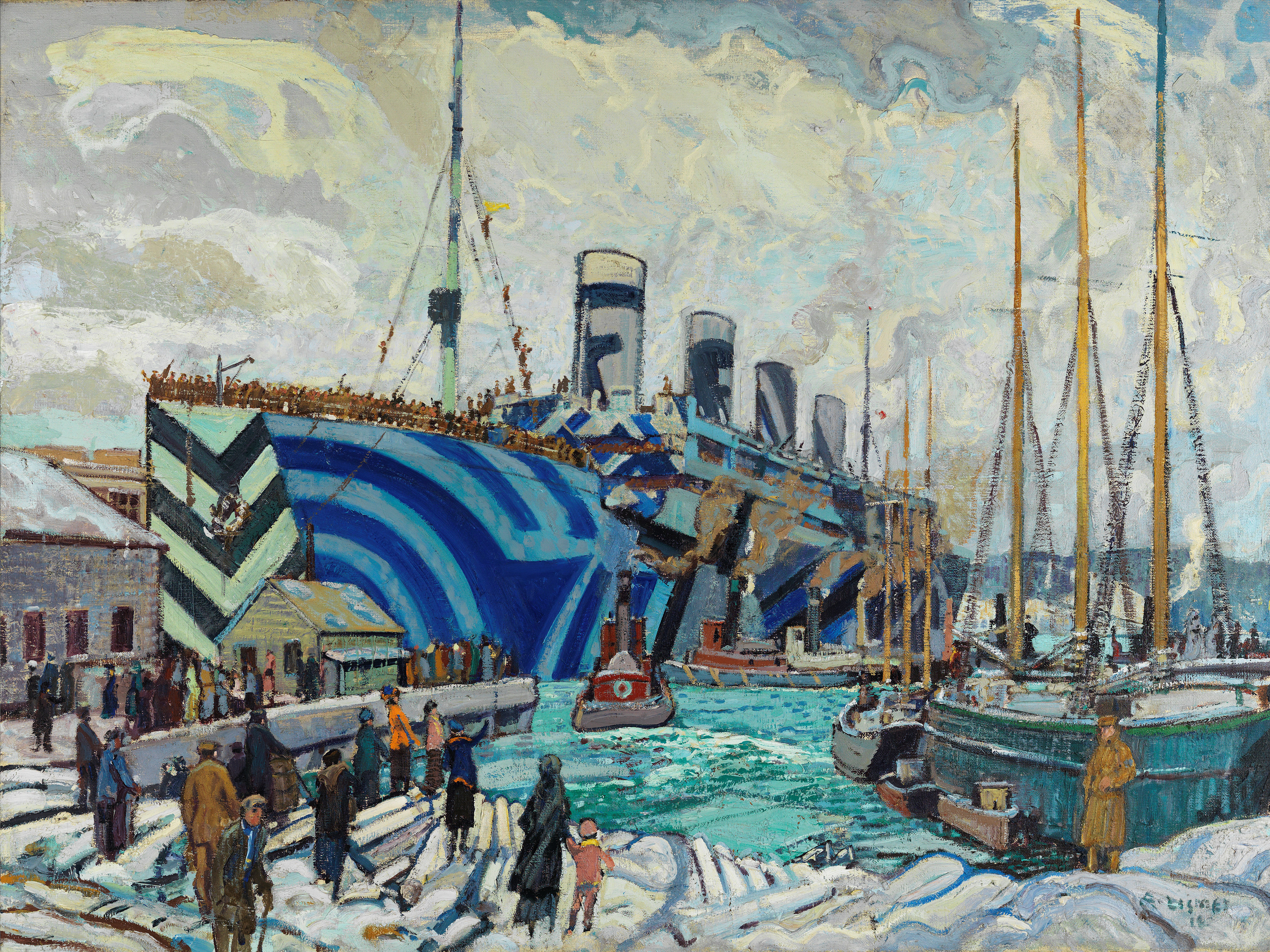
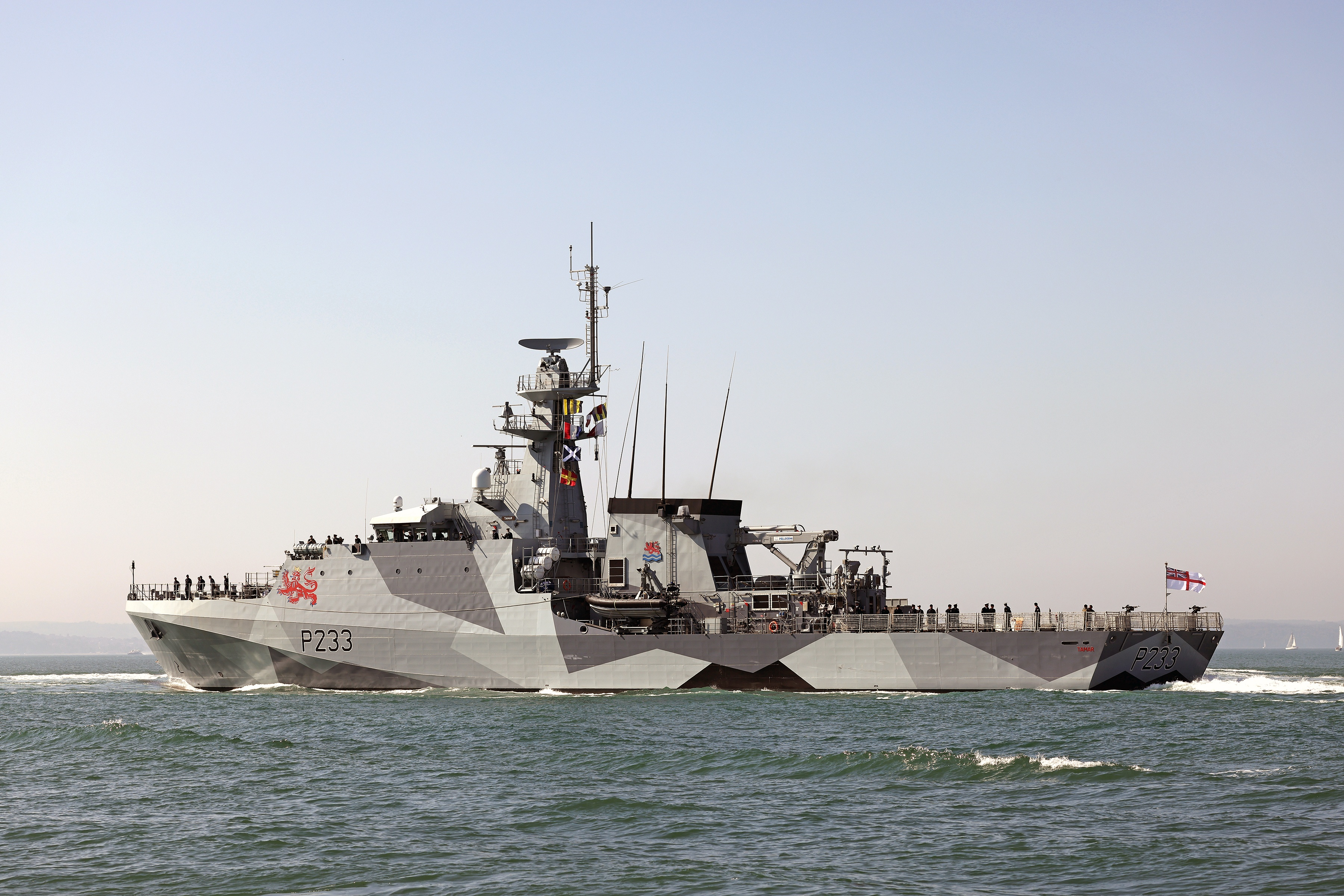
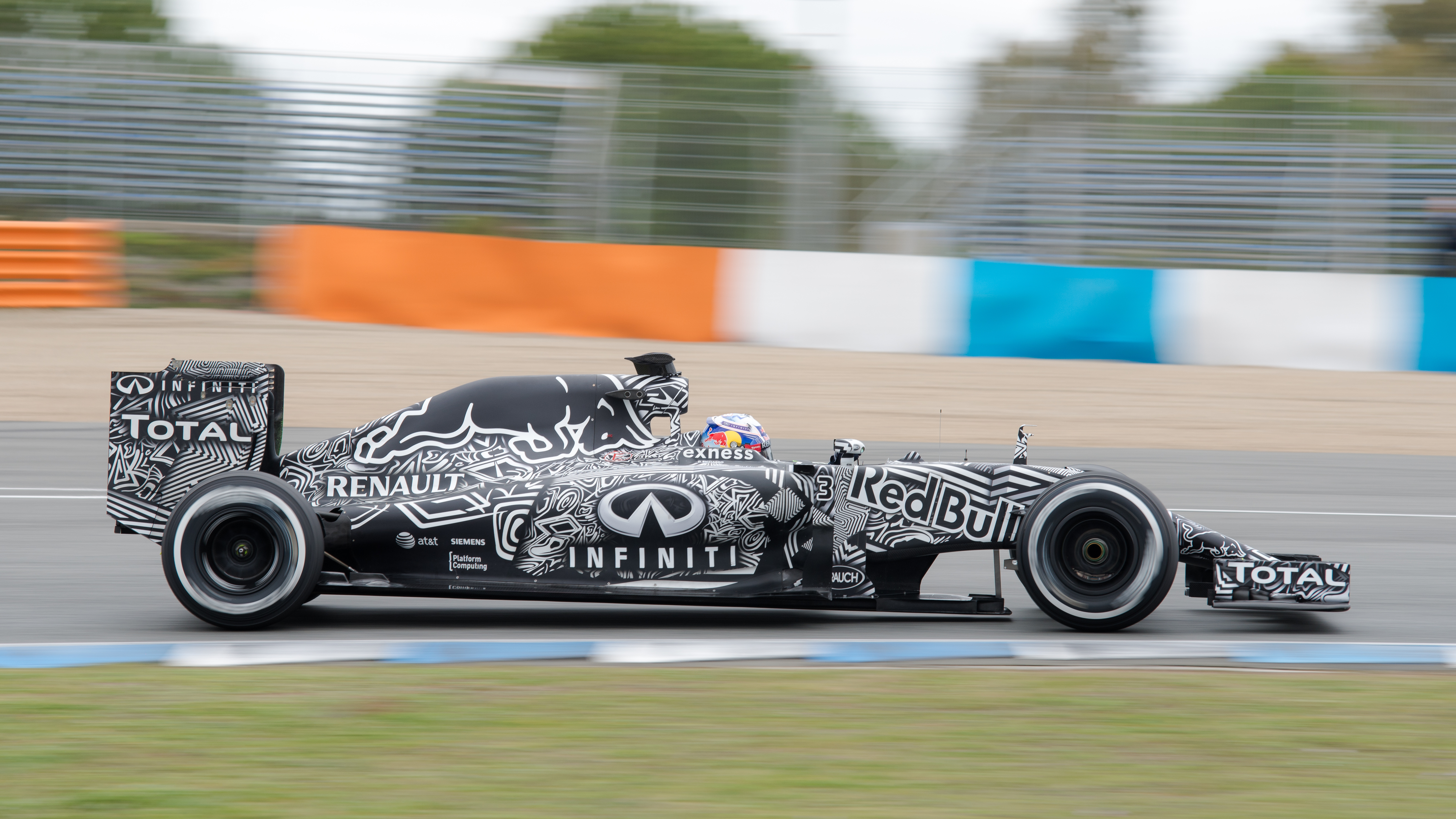